# Nea Smirni
Nea Smirni (gr. Νέα Σμύρνη) – miasto w Grecji, w administracji zdecentralizowanej Attyka, w regionie Attyka, w jednostce regionalnej Ateny-Sektor Południowy. Siedziba i jedyna miejscowość gminy Nea Smirni. W 2011 roku liczyło 73 076 mieszkańców. Położone w granicach Wielkich Aten.